# Trasouteiro (La Coruña)
Trasouteiro es una aldea española situada en la parroquia de Brión, del municipio de Brión, en la provincia de La Coruña, Galicia.

## Demografía
| Gráfica de evolución demográfica de Trasouteiro entre 2000 y 2018 |
|                                                                   |
| Datos según el nomenclátor publicado por el INE.                  |